# بوریکازگانوو
بوریکازگانوو (انگلیسی: Burikazganovo) یک شهرک در شهرستان استرلیتاماکسکی استان باشقیرستان کشور روسیه است.